# フェナミジン
フェナミジン（英：Phenamidine）は、獣医療で使用されるアミジン系抗原虫薬である。イヌ、ウマ、ウシのバベシア症の治療に使用される 。アレルギー反応を頻繁に起こすため、通常は抗ヒスタミン薬と併用される。